# Булани
Булани (кит.: 布朗族) — народ, що живе на південному заході Китаю в провінції Юньнань.
Чисельність — 91 882 осіб (за переписом 2000 року).
Входить до 56 офіційно визнаних народів Китаю
.

## Традиційна соціальна організація
Традиційне сябринне поселення буланів складається з однієї або кількох родинних груп, об'єднаних у плем'я.
Очолює громаду виборний старійшина.
Існують звичаї викупу за наречену, кровну помсту, у вождів — полігінія.
Локальність шлюбного поселення — патрилокальна, система термінів спорідненості — біфуркативно-колатеральна
.

## Мова
Говорять мовою булан (планг), що належить до групи палаунг-ва мон-кхмерської гілки австроазійської сім'ї.
Існують два діалекти: булан та арва.
Частина булан також говорять мовами дай, ва або китайською.
Своєї писемності немає, використовують або китайські ієрогліфи, або писемність народу дай
.

## Історія
Китайські етнологи вважають буланів нащадками древнього племені пу (кит.: 濮) (Ітс 1972: 73), яке жило на берегах річки Меконг у давнину. Вважається, що це плем'я було частиною байпу (кит.: 百濮).

## Культура
Традиційним еталоном краси для буланів є чорні зуби. Цей ефект досягається за допомогою пережовування горіха бетель
.
Жінки зазвичай носять сорочки із чорними штанами. Чоловіки зазвичай татуюють груди та живіт. Носять широкі чорні штани та білі сорочки з ґудзиками. Часто носять тюрбани з чорної або білої тканини.
Булани традиційно поділяються на кілька маленьких кланів, кожен клан має свою землю. У кожному місті буланів є цвинтарі, які теж поділені на ділянки, що належать певним кланам.
Ховають усіх, кремують тих, хто помер неприродною смертю.

## Релігія
Більшість буланів сповідує анімізм.
Також вони комбінують свої давні вірування з буддизмом тхеравади
.

## Заняття
Крім скотарства, рисівництва, садівництва та городництва, спеціалізуються на вирощуванні чаю, у тому числі елітних та рідкісних сортів пуер, центром виробництва якого здавна є гірське селище Буланшань у повіті Менхай Сішуанбаньна-Дайської автономної префектури

.
Сама назва цього відомого сорту постферментованого китайського чаю, на честь якого у 2007 році китайською владою офіційно перейменовано історичний центр його продажу місто Симао в провінції Юньнань, імовірно пов'язана з назвою народу пу.